# 阿部記之
阿部 記之（あべ のりゆき、1961年7月19日 - ）は、日本の男性アニメーション演出家、アニメーション監督、音響監督。血液型はB型。本名及び旧名は阿部 紀之、別名義として阿倍 紀之も。早稲田大学理工学部建築学科卒。

## 来歴
- 1986年、スタジオぴえろ（現・ぴえろ）に入社。1988年に『のらくろクン』の第12話「夜空に輝くサンタの星!!」で演出デビュー。
- 1990年よりフリーとなる。1992年に『幽☆遊☆白書』で、アニメ監督としてもデビュー。
- 2013年からはぴえろの創業者である布川郁司が設立した、NUNOANI塾の講師も務めている[2]。

## 参加作品

### テレビアニメ
1987年
- のらくろクン（1987年 - 1988年、絵コンテ・演出）

1990年
- 平成天才バカボン（絵コンテ・演出）
- からくり剣豪伝ムサシロード（1990年 - 1991年、絵コンテ・演出）

1991年
- おれは直角（絵コンテ・演出）

1992年
- 丸出だめ夫（アニメ版）（絵コンテ）
- 炎の闘球児 ドッジ弾平（絵コンテ・演出）
- ちびまる子ちゃん（絵コンテ）
- 幽☆遊☆白書（1992年 - 1995年、監督）

1994年
- メタルファイター・MIKU（絵コンテ・演出）※本放送時には新房昭之がクレジットされた。

1995年
- NINKU -忍空-（1995年 - 1996年、監督）

1996年
- みどりのマキバオー（1996年 - 1997年、監督）

1997年
- 烈火の炎（1997年 - 1998年、監督）※本作の最終回で、それまで阿部紀之だった名義を阿部記之へと変更した。

1998年
- TRIGUN（絵コンテ）

1999年
- セイバーマリオネットJtoX（絵コンテ）
- 小さな巨人 ミクロマン（監督・録音演出）
- GTO（1999年 - 2000年、監督・録音演出）

2000年
- 学校の怪談（2000年 - 2001年、監督・録音演出）
- 筋肉番付 金剛くんの大冒険!（監督）

2001年
- ヒカルの碁（OP演出）
- 超GALS!寿蘭（絵コンテ）
- 旋風の用心棒（絵コンテ）
- FF：U 〜ファイナルファンタジー:アンリミテッド〜（絵コンテ）

2002年
- はじめの一歩（絵コンテ）
- 東京ミュウミュウ（2002年 - 2003年、監督・録音演出）

2003年
- 探偵学園Q（2003年 - 2004年、監督・録音演出）

2004年
- BLEACH（2004年 - 2012年、監督・録音演出）

2012年
- 黄昏乙女×アムネジア（絵コンテ）※EDにて阿部紀之名義でクレジットされた。
- つり球（OP絵コンテ・演出）
- NARUTO -ナルト- 疾風伝（絵コンテ・演出）
- ココロコネクト（絵コンテ）

2013年
- サーバント×サービス（絵コンテ）
- ガッチャマン クラウズ（絵コンテ）
- ワルキューレ ロマンツェ（絵コンテ）

2014年
- 凪のあすから（絵コンテ・演出）
- マギ The kingdom of magic（絵コンテ）
- ニセコイ（絵コンテ）
- はじめの一歩 Rising（絵コンテ）
- シドニアの騎士（ストーリーボード）
- 黒執事 Book of Circus（監督）
- 七つの大罪（ED絵コンテ・演出）

2015年
- アルスラーン戦記（監督）

2016年
- ディバインゲート（監督・絵コンテ・演出）
- アルスラーン戦記 風塵乱舞（監督）

2017年
- BORUTO-ボルト- NARUTO NEXT GENERATIONS（2017年 - 2019年、総監督・2話絵コンテ・OP絵コンテ・演出）

2018年
- キリングバイツ（絵コンテ）

2019年
- 胡蝶綺 〜若き信長〜（監督・1話絵コンテ）

2022年
- BLEACH 千年血戦篇（Special Thanks）

2023年
- 新しい上司はど天然（監督・絵コンテ・演出）

2024年
- 妻、小学生になる。（監督・絵コンテ・演出）

### 劇場アニメ
- 劇場版 幽☆遊☆白書（監督）
- 劇場版 幽☆遊☆白書 冥界死闘篇 炎の絆（監修・絵コンテ）
- 劇場版 NINKU -忍空-（監督）
- 小さな巨人 ミクロマン 大激戦! ミクロマンVS最強戦士ゴルゴン（監督）
- 劇場版BLEACH MEMORIES OF NOBODY（監督）
- 劇場版BLEACH The DiamondDust Rebellion もう一つの氷輪丸（監督）
- 劇場版BLEACH Fade to Black 君の名を呼ぶ（監督）
- 劇場版BLEACH 地獄篇（監督）
- 劇場版 黒執事 Book of the Atlantic（監督）
- 劇場版 七つの大罪 天空の囚われ人（総監督）
- 七つの大罪 怨嗟のエジンバラ（総監督）

### OVA
- ミラクル・サイキッカーセイザン（演出）
- てなもんやボイジャーズ（3話絵コンテ・演出）
- 幽☆遊☆白書（監督・絵コンテ）

### Webアニメ
- アラド:逆転の輪（監督）
- 大奥（監督）

### ジャンプイベント作品
- NINKU -忍空- ナイフの墓標（監督）
- HUNTER×HUNTER（監督）
- BLEACH memories in the rain（監督）
- BLEACH The Sealed Sword Frenzy（監督）
- BLEACH カラブリ! 護廷十三屋台大作戦!（監督）

### 出演
- アルスラーン戦記〜ラジオ・ヤシャスィーン!（音泉） - 2015年9月21日（ゲスト出演）